# Кекропс (сын Эрехтея)
Кекропс (Кекропс II, др.-греч. Κέκρωψ Β') — персонаж древнегреческой мифологии. Царь Афин. Сын Эрехтея и Праксифеи. Ксуф в споре сыновей Эрехтея о власти выбрал царем Кекропса. Женился на Метиадусе, дочери Эвпалама, и родил Пандиона II. Посвятил изображение Гермеса из дерева в храм Афины Полиады. Переселился на Эвбею. Его сменил Пандион II.
В связи с небольшим числом сведений об этом царе выдвигалось предположение, что вначале Кекропс был один, а затем для упорядочения родословной его пришлось «раздвоить».